# Mešita Abú El-Abbáse Mursího
Mešita Abú El-Abbáse Mursího (arabsky جامع المرسي أبو العباس) je slavná mešita, která se nachází v egyptské Alexandrii. Budova byla navržena a postavena Eugeniem Valzanim a Mario Rossim v letech 1929 až 1945. Byla věnována El-Mursímu Abú Abbásovi, který žil ve 13. století a v roce 1287 v Alexandrii zemřel. V mešitě se nachází jeho hrobka.
Mešita je situována v alexandrijské čtvrti Anfuši, nedaleko od citadely Qaitbay.